# Бенито Калдерари, Франсиско
Франси́ско Бени́то Калдера́ри (исп. Francisco Benito Calderari; май 1913, Тьельмес, Мадрид — 1952) — советский военный испанского происхождения, участник Великой Отечественной войны.

## Биография
Франсиско Бенито Калдерари родился в мае 1913 года в Тьельмесе, провинция Мадрид. В десятом классе средней школы вступил в Объединённый союз молодых социалистов.
В период с 1938 по 1939 год проходил подготовку в составе 4-го набора в военном авиационном училище Кировабада (ныне Гянджа) Азербайджанской ССР. В годы Гражданской войны в Испании мать Франсиско была расстреляна франкистами.
С августа 1939 года по июль 1941 года проживал в СССР в Москве, работал слесарем на Автозаводе имени Сталина (ныне Завод имени Лихачёва). С началом Великой Отечественной войны в июле 1941 года ушёл добровольцем в Красную армию. Воинское звание — младший лейтенант. Принимал участие в обороне Москвы. Некоторое время служил в 1-й военно-воздушной пограничной бригаде, затем в 573-м истребительном авиационном полку ПВО 101-й истребительной авиационной дивизии ПВО.
В последующие годы воевал в 887-м авиационном полку ночных бомбардировщиков, где совершал полёты на самолётах в авиационном звене связи 25-го танкового корпуса Брянского фронта, а затем до конца войны 1-го Украинского фронта. Полк входил в состав 208-й ночной бомбардировочной авиационной дивизии.
В августе 1946 года вернулся в Москву на автозавод. Женился на москвичке, У пары родилось двое детей: дочь и сын. Умер в Москве в 1952 году.

## Награды
- Орден Красной Звезды[2] (3 августа 1943);
- Орден Отечественной войны II степени[2] (23 января 1944);
- Орден Отечественной войны I степени[2] (8 августа 1944);
- Орден Красного Знамени[2] (6 апреля 1945);
- Медаль «За оборону Москвы»;
- Медаль «За взятие Берлина» (9 июня 1945);
- Медаль «За освобождение Праги» (9 июня 1945);
- Медаль «За победу над Германией в Великой Отечественной войне 1941—1945 гг.» (9 июня 1945).

В наградном листе Ордена Отечественной войны II степени, подписанном командиром части, говорилось:
С начала участия в Отечественной войне пилот Бенито проявил себя исключительно храбрым и смелым лётчиком. Все лётные боевые задания командования 25 танкового корпуса отлично выполняет в сложной боевой обстановке. Сложная метеорологическая обстановка для пилота не является препятствием при выполнении боевых заданий. При встрече с воздушным противником, пилот умелыми манёврами выходил из затруднительных положений, обеспечивая своевременное выполнение боевых заданий командования 25-го танкового корпуса. Достоин награждения орденом «Отечественная война II степени».